# Ондрейов, Людо
Людо Ондрейов (настоящее имя — Лудовит Мистрик) (словац. Ľudo Ondrejov; 19 октября 1901, Сланье, Австро-Венгрия (ныне Вараждинска жупания Хорватия) — 18 марта 1962, Братислава, ЧССР) — словацкий поэт и прозаик.
Считается классиком чехословацкой литературы.

## Биография

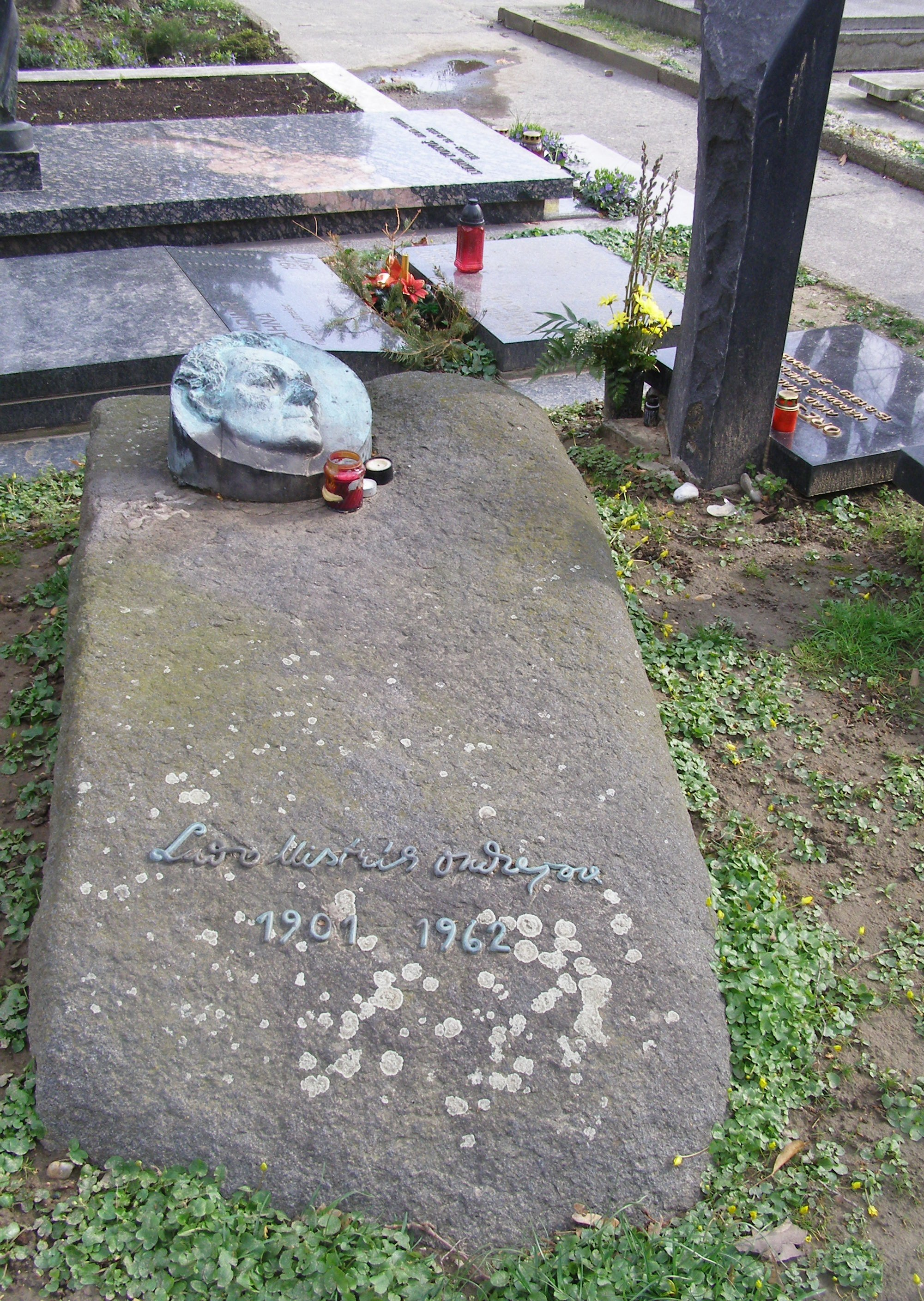
Могила Людо Ондрейова на Кладбище «Соловьиная долина» в Братиславе

Сын плотника. Детство привёл в Словакии. Образование получил в Банска Быстрица. Работал в качестве нотариуса, в автомастерских, шофёром. Был членом Словацкой Матицы в г. Мартине. В 1938 году переехал в Братиславу и стал заниматься литературным творчеством.
Антифашист. В годы Второй мировой войны в 1944—1945 был членом партизанского отряда. После освобождения Словакии от фашистских оккупантов стал сотрудником в Управления информации . С 1947 года редактировал журнал «Partizán» («Партизан»), затем руководил отделением Союза словацких писателей в Будмерице (район Пезинок). С 1950 года — на пенсии по инвалидности.

## Творчество
Дебютировал как поэт. Печатался с 1928 года в периодической прессе. В 1932 году опубликовал первые сборник стихов.
Автор стихов и прозы, в том числе, трилогии «Солнце взошло над горами». Писал также для молодых читателей.
Людо Ондрейов — зачинатель течения натурализма в словацкой литературе. Неосимволист. Его поэзия — эмоциональна, на начальном этапе творчества наполнена одиночеством, вытекающим из отношений необыкновенных героев и реальных условий, наполнена Ницшеанскими мотивами, позже — выражает идеи гуманизма, свободы и равенства, хотя автор и осознает бесперспективность своей мечты. Проза представлена путевыми заметками.
Произведения Людо Ондрейов переводились на немецкий, словенский, польский, русский и украинский языки.

## Избранные произведения
Поэзия
- Martin Nociar Jakubovie («Мартин Ноциар Якубовие», 1932, лиро-эпическая поэма[3])
- Bez návratu (1932, сборник стихов)
- Mámenie (1936, сборник стихов)
- Pijanské piesne (1941)
- Básne (1956)

Проза для детей и юношества
- Rozprávky z hôr (1932)
- Tátoš a človek (1933)
- O zlatej jaskyni (1935)
- Africký zápisník (путевые заметки, 1936)
- Horami Sumatry (путевые заметки, 1936)
- Príhody v divočine (1940)
- Юность разбойника

Проза
- Zbojnícka mladosť (роман, 1937)
- Jerguš Lapin (роман в 2-х томах из трилогии, 1939)
- Príhody v divočine (путевые заметки, 1940)
- Na zemi sú tvoje hviezdy (роман в 2-х томах из трилогии, 1950)
- Dobrý človek ide lesom (1952)
- Výšiny (новелла, 1952—1953)
- Slnko vystúpilo nad hory (сборник трилогий, 1956)
- Šibeničné pole (новелла, 1958)
- Keď pôjdeš horou (1963)

Похоронен на Братиславском кладбище «Соловьиная долина».